# Lucień (Oleśnica)
Lucień (niem. Leuchten) – część miasta Oleśnica w Polsce, w województwie dolnośląskim, w powiecie oleśnickim. Położona jest w rejonie ulicy Wiejskiej, na południowy zachód od centrum Oleśnicy. 
Dawniej samodzielna wieś i gmina jednostkowa. Od 1945 w Polsce, gdzie ustanowiła gromadę w gminie Jenkowice w powiecie oleśnickim w województwie wrocławskim. W związku z reformą administracyjną kraju jesienią 1954 Lucień wszedł w skład nowo utworzonej gromady Rataje. 31 grudnia 1961 gromadę Rataje zniesiono, a Lucień włączono do Oleśnicy.